# Korppinen (ö i Egentliga Finland)
Korppinen är en ö i Finland.   Den ligger i kommunen Nystad i den ekonomiska regionen Nystadsregionen och landskapet Egentliga Finland, i den sydvästra delen av landet, 210 km väster om huvudstaden Helsingfors. Arean är 0,55 kvadratkilometer.
Terrängen på Korppinen är mycket platt. Öns högsta punkt är 11 meter över havet. Den sträcker sig 1,0 kilometer i nord-sydlig riktning, och 0,9 kilometer i öst-västlig riktning.
I övrigt finns följande på Korppinen: